# كوجيئين

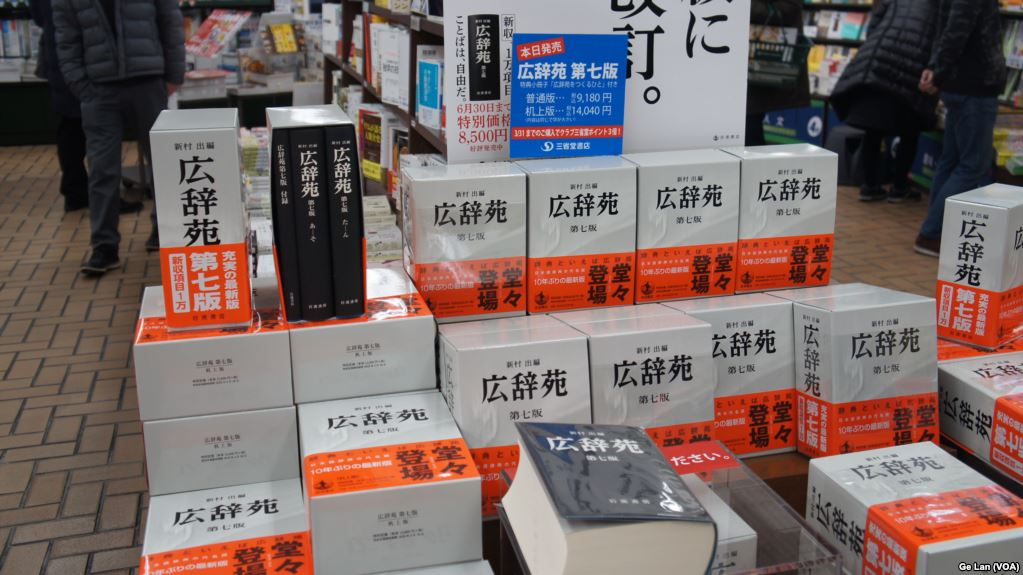

الكوجيئين (باليابانية: 広辞苑، بالروماجي: Kōjien) هو معجم للغة اليابانية مكوَّن من مجلد واحد نُشر لأول مرة بواسطة إيوانامي شوتين في 1955. العديد من الناطقين الأصليين للغة اليابانية يعتبرون هذا المعجم أكثر المعاجم وثوقًا في اللغة اليابانية، وغالبًا ما تستشهد الجرائد والمجلات به. اعتبارًا من 2007 كان المعجم قد باع 11 مليون نسخة.